# 하쿠산정
하쿠산정(白山町)은 일본 미에현 이치시군에 설치되었던 정이다. 2006년 1월 1일에 구 쓰시를 포함한 9시정촌과 합병해 쓰시가 되어 소멸하였다. 현재는 쓰시 하쿠산정에 해당한다.

## 지리
미에 현 나카세 지방에 위치한 아오야마 고원의 동부에 있다. 마을 서부와 남부를 중심으로 산지·구릉이 펼쳐지며, 마을 지역의 약 70%를 산림이 차지한다. 구모즈강이 정내를 남에서 동으로 사행하면서 유하하고 있다.

## 역사
- 1955년 3월 15일 - 이에키정, 가와구치촌, 오미쓰촌, 야마토촌, 야쓰야마촌이 합병해 성립하였다.
- 2006년 1월 1일 - 쓰시, 히사이시, 아게군, 가와게정, 게이노정, 미사토촌, 아노정, 이치시군, 가라스정, 이치시정, 미스기촌과 합병해 새로운 쓰시가 성립하였다. 동일 하쿠산정은 폐지되었다.

## 교통

### 철도
- 긴키 닛폰 철도
  - 오사카 선

- 도카이 여객철도
  - 기세 본선

### 도로
- 국도 제165호선 (일본)(일본어판)